# فینیق
فینیق (به لاتین: Finiq) یک منطقهٔ مسکونی در آلبانی است که در ناحیه دلوینه واقع شده‌است.